# ویکتور فیتز جورج بالفور
ویکتور فیتز جورج بالفور (انگلیسی: Victor FitzGeorge-Balfour; ۱۵ سپتامبر ۱۹۱۳ – ۲۸ دسامبر ۱۹۹۴) فرد نظامی اهل بریتانیا بود. وی همچنین برندهٔ جوایزی همچون صلیب نظامی شده‌است.